# Pierre levée de Charbonneau
Pour les articles homonymes, voir Pierre levée.
La Pierre Levée de Charbonneau est un menhir situé à la Renaudière, dans le département français de Maine-et-Loire.

## Protection
L'édifice est inscrit au titre des monuments historiques en 1983.

## Description
Longtemps demeuré masqué par la végétation, ce menhir à la forme très originale, dans un paysage qui compte de nombreux chaos granitiques (granit dit «de Tiffauges») pouvant prêter à confusion, son authenticité «est indiscutable». Il est situé à un peu plus de 400 m au nord-est du Menhir du moulin à vent de Normandeau.

## Images

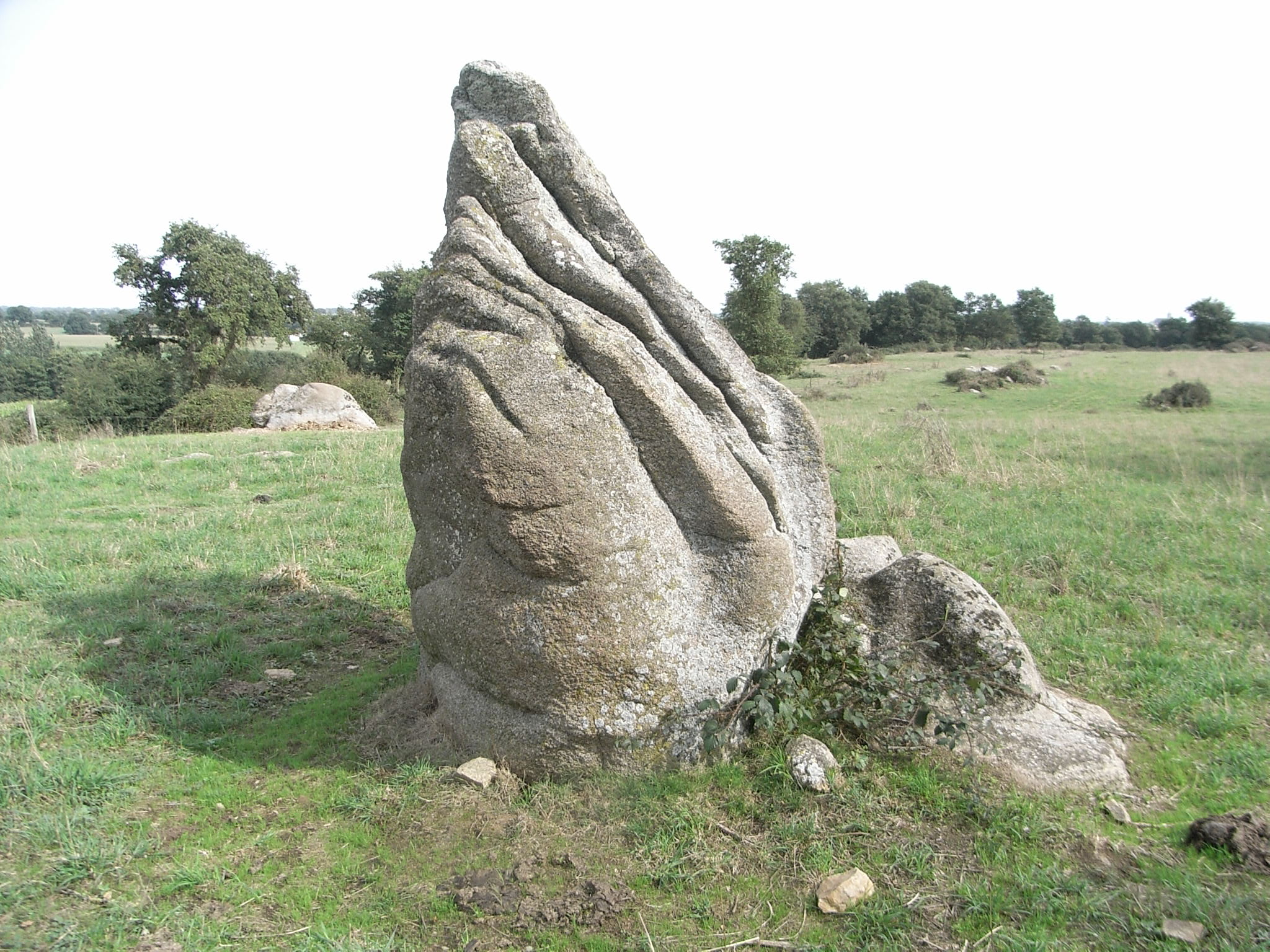
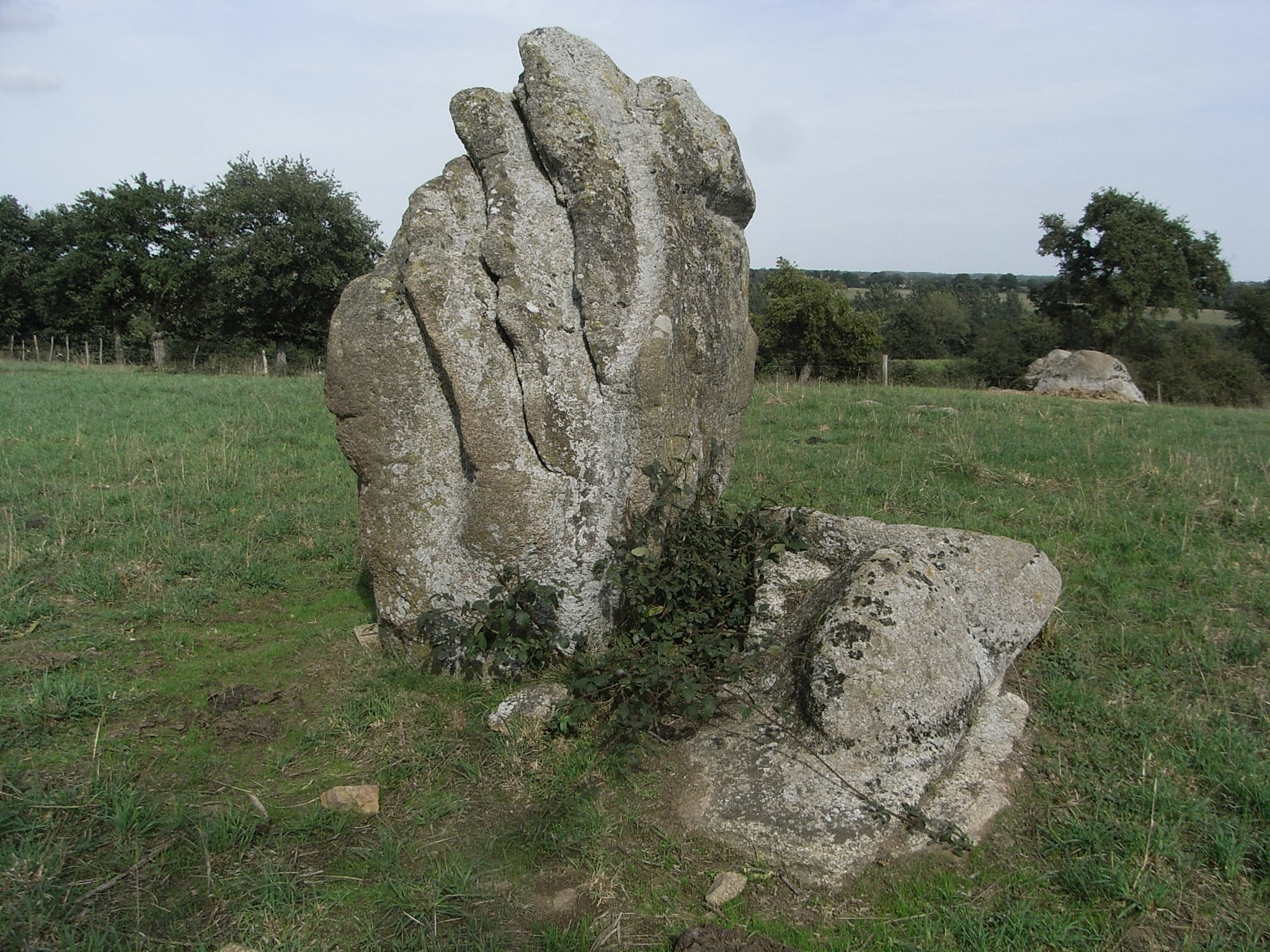